# Danh sách báo chí Gruzia
Danh sách các báo viết ở Gruzia.
- 24 saati (Tbilisi)
- Akhali Gazeti
- Georgian Journal (Tbilisi)
- Alia (newspaper) (Tbilisi)
- FINANCIAL (Tbilisi)
- The Georgian Times (Tbilisi)[1]
- Georgia Today (Tbilisi)
- Kvilis Palitra[1]
- Mtavari Gazeti[2]
- Rezonansi[1]
- Sakartvelos Respublika[1]
- Svobodnaya Gruziya
- The Messenger (Georgian newspaper)[2]

Danh sách này không đầy đủ, bạn cũng có thể giúp mở rộng danh sách.